# Cratère du lac de la Presqu'île
Le Cratère du lac de la Presqu'île est un cratère résultant d'un impact cosmique ayant eu lieu près de la ville de Chapais, au Québec. Le moment de sa création est estimé à l'époque du Cambrien.
Le cratère, fortement érodé car très ancien, se situe dans le bouclier canadien, et aurait eu un diamètre original situé entre 12 et 24 kilomètres. 
Le cratère contient un lac nommé le lac de la Presqu'île.

## Cônes de percussion
L'étude géomorphologique du site a permis de découvrir des cônes de percussion et des roches métamorphiques semblables à celle pouvant être trouvées dans les cratères d'impact. Bien qu'il existe d'autres processus géologiques menant à la formation de certaines roches métamorphiques, la présence avérée de cônes de percussion confirme l'hypothèse de l'impact cosmique. 

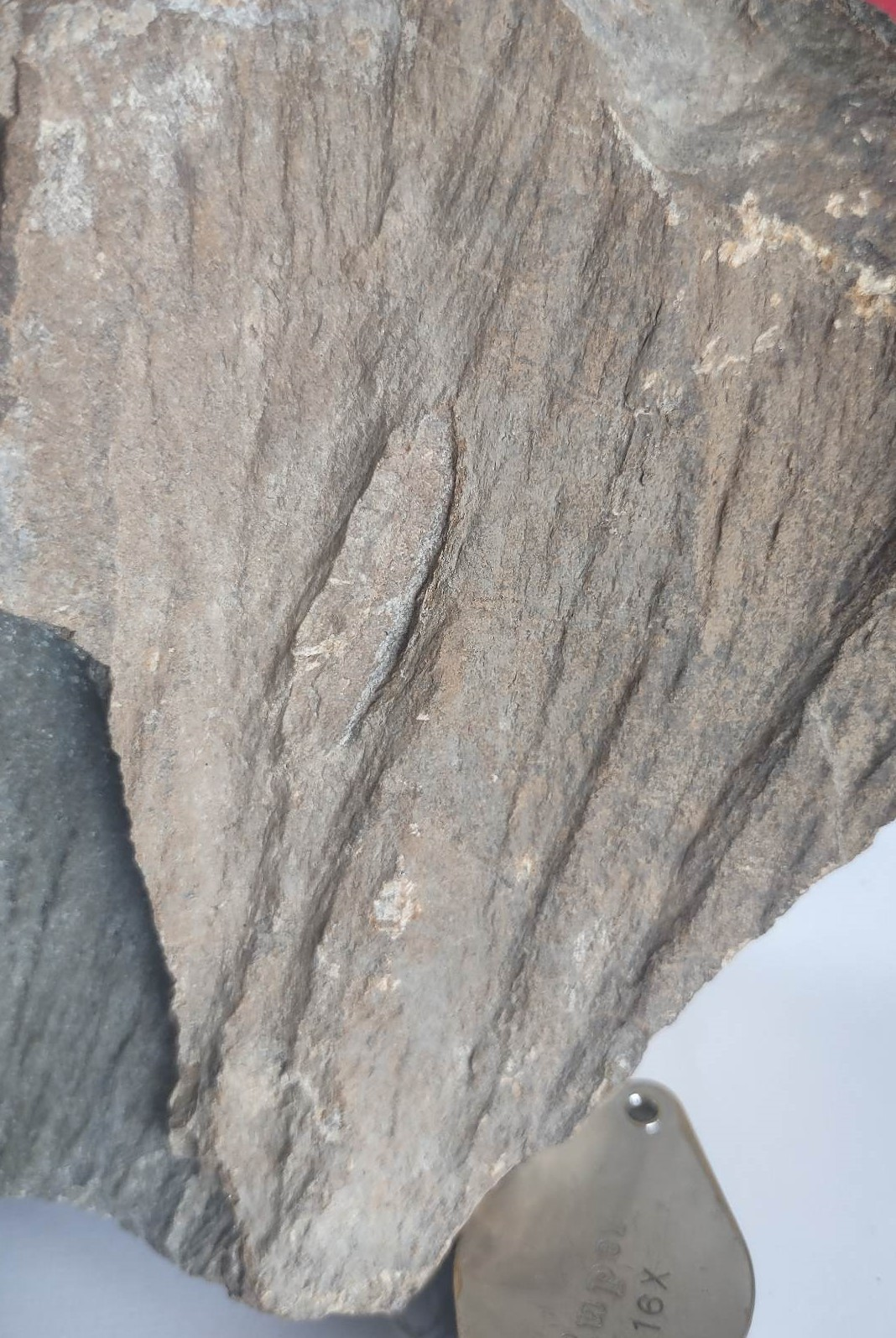
Cône de percussion provenant de l'impact du lac Presqu'il au Québec